# Milan Vobruba
Milan Vobruba, född 25 september 1934 i Trebonice, död 1 augusti 2016 i Gusum var en tjeckisk-svensk glaskonstnär.
Vobruba studerade vid Konsthögskolan i Prag samt vid den filosofisk-historiska fakulteten vid Karlsuniversitetet i Prag. Han hade även en examen från glaskonstindustriskolan i Železný Brod samt studier för Richard Stipl och Stanislav Libenský. 1968 emigrerade han från Tjeckoslovakien till Sverige och sedan 1978 var han verksam i den egna glashyttan i Gusum och uppfann bland annat aleppotekniken.
Bland hans offentliga arbeten märks skulpturen Kopparns liv i Gusum, skulptur vid lekskolan i Valdemarsvik, relief i Valdemarsvik kommunhus, två stycken fönster till Valdemarsviks kyrka, skulpturen Tuturduvor i Skärblacka, glasrelief till kung Faisal i Saudiarabien, glasrelief till Mutawa i Kuwait och en relief till parlamentsbyggnaden i Libyen.
Vobruba är representerad vid Norrköpings konstmuseum, Düsseldorfs museum, Trondheims museum, Liberec konstindustrimuseum, Rheinbach glasmuseum och Montreal museum.